# E-Werk (Saarbrücken)

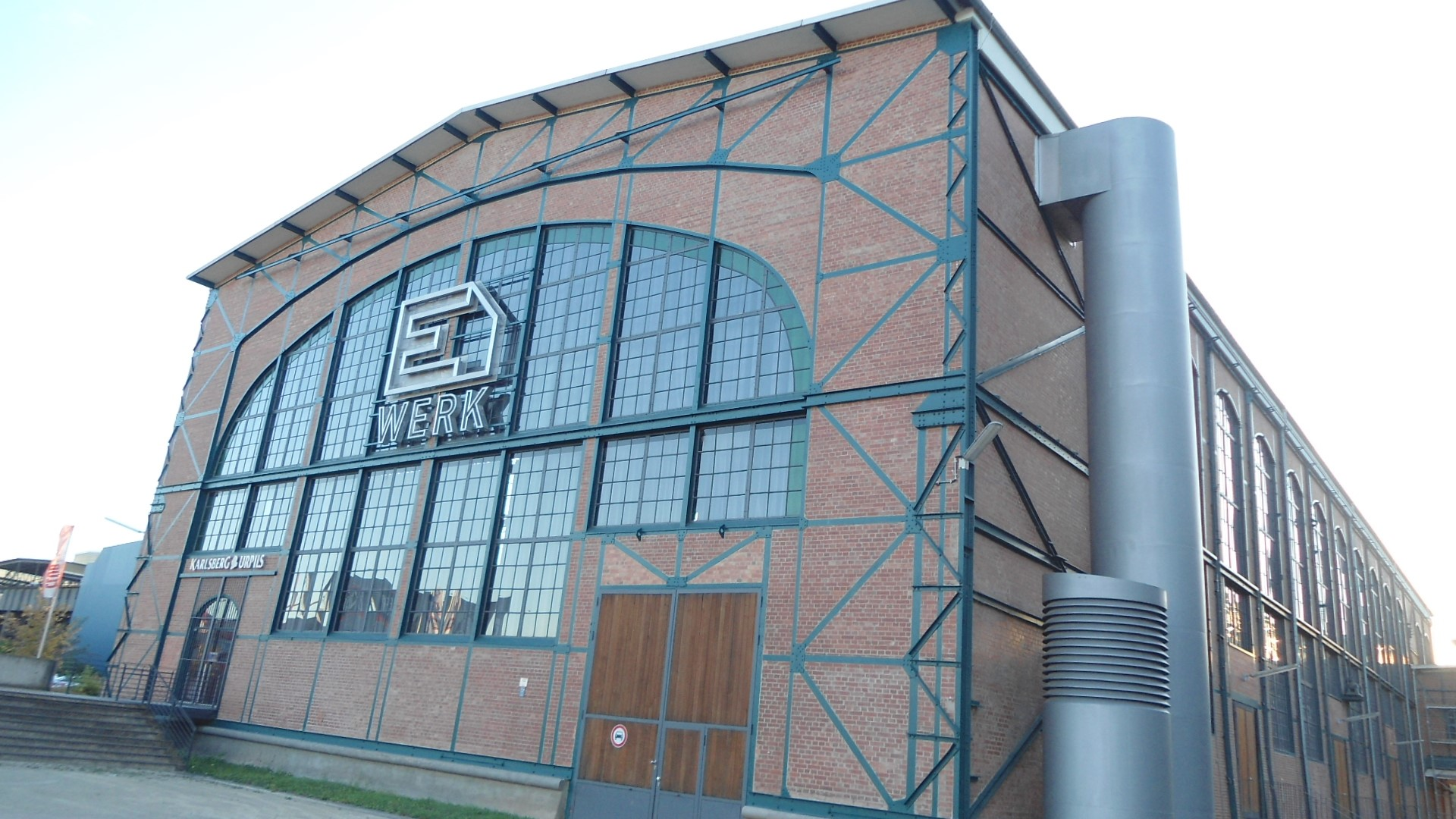
Das E-Werk Saarbrücken-Burbach

Das E-Werk ist eine Veranstaltungshalle in Saarbrücken-Burbach auf den Saarterrassen. Die ehemalige Industriehalle steht unter Denkmalschutz. Sie wurde in Stahlskelettkonstruktion mit Backsteinausfachung erbaut. An den Schmalseiten belichten große korbbogige Fenster das Gebäude.
Die Halle wurde als Elektromotorenzentrale II der Burbacher Hütte 1908 erbaut. In ihr befanden sich die Turbinen und Generatoren für die Stromerzeugung.
Nach einer Sanierung wurde die Halle am 9. Dezember 2000 als EZ 2-Halle als Veranstaltungszentrum eröffnet. 2001 wurde sie in E-Werk umbenannt. In der Halle finden Konzerte, Messen und Kongresse statt. Insgesamt fasst die Halle 3500 Personen bei 1900 m² Fläche. Betreiber der Halle ist die im Besitz der Stadt Saarbrücken befindliche GIU Gesellschaft für Innovation und Unternehmensförderung mbH.